# Disturbi specifici di apprendimento
I disturbi specifici dell’apprendimento (DSA) sono difficoltà che riguardano in modo selettivo alcune abilità scolastiche, come la lettura (dislessia), la scrittura a mano (disgrafia), l’ortografia (disortografia) e il calcolo (discalculia). Queste difficoltà, pur non compromettendo l’intelligenza generale, possono ostacolare l’autonomia nello studio e il pieno accesso all’istruzione. 
In Italia, i DSA sono stati riconosciuti ufficialmente con la Legge 8 ottobre 2010, n. 170, “Nuove norme in materia di disturbi specifici di apprendimento in ambito scolastico”, pubblicata sulla Gazzetta Ufficiale n. 244 del 18 ottobre 2010. La legge si rifà alla classificazione internazionale ICD-10 dell’Organizzazione Mondiale della Sanità, che identifica i DSA con la sigla F81.
Con l’entrata in vigore dell’ICD-11 (dal 1° gennaio 2022), la classificazione è stata aggiornata: i disturbi specifici dell’apprendimento rientrano nella categoria 6A03 – Developmental learning disorder, con una descrizione più ampia e flessibile, che include difficoltà persistenti nella lettura, nella scrittura e nel calcolo, senza più suddividerli rigidamente in sottocategorie come nella precedente versione.
Sebbene si possa parlare di "rischio di DSA" già nella scuola dell'infanzia, le difficoltà iniziali non sono necessariamente indicative di un disturbo. Per una diagnosi attendibile è necessario attendere almeno la fine della seconda classe della scuola primaria. Solo dopo un’adeguata esposizione agli strumenti e ai metodi didattici standard è infatti possibile valutare in modo affidabile eventuali difficoltà specifiche e definire gli interventi più adatti.
La certificazione di DSA deve essere rilasciata da strutture del Servizio Sanitario Nazionale o da centri privati accreditati. Essa consente agli alunni di accedere a misure didattiche personalizzate, che includono strumenti compensativi e misure dispensative, per garantire un percorso formativo adeguato e favorire il pieno sviluppo delle loro potenzialità.
I DSA rientrano tra i Disturbi del Neurosviluppo, come indicato nella sezione II del DSM-5.
I disturbi specifici dell’apprendimento (DSA) si manifestano in bambini e ragazzi con un funzionamento cognitivo nella norma, senza deficit sensoriali o neurologici, e con adeguate opportunità educative. Il disturbo riguarda una o più abilità scolastiche specifiche, non l’intelligenza generale o la capacità di apprendere in senso ampio.
Per una diagnosi di DSA sono necessari:
- un funzionamento cognitivo adeguato;
- difficoltà significative e persistenti in una o più abilità scolastiche, documentate attraverso prove standardizzate e validate;
- un impatto rilevante sul rendimento scolastico, che non sia spiegabile da altri fattori[1].

In genere si fa riferimento a prestazioni inferiori al 5° percentile (o a -2 deviazioni standard) su almeno una prova, ma la valutazione deve considerare anche l’età, la storia evolutiva e la persistenza delle difficoltà.
In alcuni casi, se il disturbo è particolarmente grave o associato ad altre condizioni (es. disturbi del linguaggio, ADHD), può essere riconosciuto il diritto all’invalidità civile e, in presenza dei requisiti, all’indennità di frequenza. La valutazione è di competenza delle commissioni territoriali INPS e non è automatica. In caso di diniego, è possibile presentare ricorso attraverso un Accertamento Tecnico Preventivo (ATPO) presso il tribunale competente. Alcune sentenze (es. Tribunale di Perugia n. 270/2019, Cassazione n. 28817/2020) hanno riconosciuto l’invalidità in presenza di forme gravi o comorbilità, ma si tratta di valutazioni caso per caso.

## Classificazione clinica dei DSA
I disturbi specifici dell’apprendimento (DSA) più frequentemente diagnosticati sono:
- Dislessia: difficoltà nella lettura, in termini di correttezza, velocità e comprensione  → ICD-11: 6A03.0 – Disturbo specifico della lettura
- Disortografia: difficoltà nella scrittura legata all’ortografia (errori di spelling, omissioni, inversioni)  → ICD-11: 6A03.1 – Disturbo specifico dell’ortografia
- Disgrafia: difficoltà nella grafia, intesa come qualità e fluidità della scrittura manuale  → Attualmente non ha una voce separata nell’ICD-11, ma può essere compresa nel disturbo specifico dell’ortografia o come manifestazione associata.
- Discalculia: difficoltà nelle abilità numeriche e di calcolo  → ICD-11: 6A03.2 – Disturbo specifico del calcolo
- Disturbi misti delle abilità scolastiche: coinvolgono più di una competenza (es. lettura e calcolo insieme)  → ICD-11: 6A03.3 – Disturbo specifico misto delle abilità scolastiche

In alcuni contesti anglosassoni, si fa talvolta riferimento anche ad altre condizioni che non rientrano ufficialmente nei DSA secondo ICD-11 o DSM-5, ma che possono coesistere:
- Disturbo specifico del linguaggio (ICD-11: 6A01)
- Disprassia (classificata come disturbo dello sviluppo della coordinazione – ICD-11: 6A04)
- Disturbo dell’elaborazione uditiva (non ha una voce autonoma in ICD-11, ma può rientrare tra i disturbi del neurosviluppo)
- Disturbo dell’apprendimento non verbale (non formalmente riconosciuto come entità a sé stante in ICD-11 o DSM-5, ma descritto in ambito clinico e scolastico)

È possibile che un soggetto presenti più disturbi specifici insieme. I DSA hanno una base neurobiologica e mostrano spesso una componente ereditaria, con familiarità riscontrabile in parenti di primo grado.

## Il mondo della scuola

### La legge 170/2010
La Legge 8 ottobre 2010, nº 170 riconosce la dislessia, la disgrafia, la disortografia e la discalculia quali disturbi specifici di apprendimento, denominati "DSA".
1. garantire il diritto all'istruzione;
2. favorire il successo scolastico, anche attraverso misure didattiche di supporto, garantire una formazione adeguata e promuovere lo sviluppo delle potenzialità;
3. ridurre i disagi relazionali ed emozionali;
4. adottare forme di verifica e di valutazione adeguate alle necessità formative degli studenti;
5. preparare gli insegnanti e sensibilizzare i genitori nei confronti delle problematiche legate ai DSA;
6. favorire la diagnosi precoce e percorsi didattici riabilitativi;
7. incrementare la comunicazione e la collaborazione tra famiglia, scuola e servizi sanitari durante il percorso di istruzione e di formazione;
8. assicurare eguali opportunità di sviluppo delle capacità in ambito sociale e professionale.»

(Legge 170/10, Art.2)
Il diritto allo studio degli alunni con DSA è garantito mediante molteplici iniziative promosse dal MIUR e attraverso la realizzazione di percorsi individualizzati nell'ambito scolastico.
Ai sensi dell'art. 7, comma 2, della Legge 170/2010 si trovano le modalità di formazione dei docenti e dei dirigenti scolastici, le misure educative e didattiche di supporto utili a sostenere il corretto processo di insegnamento/apprendimento fin dalla scuola dell'infanzia, nonché le forme di verifica e di valutazione per garantire il diritto allo studio degli alunni e degli studenti con diagnosi di Disturbo Specifico di Apprendimento (di seguito “DSA”), delle scuole di ogni ordine e grado del sistema nazionale di istruzione e nelle università.
Al fine di garantire agli alunni e agli studenti con disturbi specifici di apprendimento di usufruire delle misure educative e didattiche di supporto di cui all'articolo 5 della Legge 170/2010, gli Uffici Scolastici Regionali attivano tutte le necessarie iniziative e procedure per favorire il rilascio di una certificazione diagnostica dettagliata e tempestiva da parte delle strutture preposte.

### Il Decreto Ministeriale 5669
Il DM 5669, 12 luglio 2011, insieme alle Linee Guida, chiarisce i contenuti della Legge 170 e fornisce numerose indicazioni didattiche suddivise secondo i gradi d’istruzione, stabilisce “chi deve fare cosa”.
La scuola osserva, recupera e comunica le difficoltà dello studente e interviene con attività di rinforzo e di recupero, ma se le difficoltà fanno pensare a un possibile disturbo, la scuola deve comunicarlo alla famiglia.
La famiglia prende atto che il figlio può essere affetto da un disturbo specifico d’apprendimento e lo porta dallo specialista per una valutazione clinica che può concludersi con la certificazione che dovrà essere consegnata alla scuola.
La scuola, la famiglia e lo studente elaborano il PDP (Piano Didattico Personalizzato). Per la stesura del PDP, è necessario conoscere il Piano Funzionale dello studente in cui vengono descritte le competenze cognitive, linguistiche e meta fonologiche e la situazione affettivo-relazionale facendo attenzione al grado di autostima del ragazzo e alle sue competenze relazionali con i pari e con gli adulti. Il PDP va predisposto entro il primo trimestre dell’anno scolastico, ma è modificabile in qualsiasi momento. Nelle Linee Guida si fa riferimento alla scelta di una Didattica Individualizzata e Personalizzata che permetta allo studente con DSA di raggiungere gli obiettivi disciplinari e formativi del proprio percorso di studi. Per didattica Individualizzata si propone all’allievo con DSA il raggiungimento degli obiettivi didattici comuni alla classe, attraverso strategie differenti scelte in base alle sue difficoltà. Per didattica personalizzata si intende mettere al centro l’allievo con DSA e realizzare se stesso e il suo apprendimento, facendo raggiungere i massimi risultati possibili agendo sulle abilità più funzionanti per compensare quelle più carenti. Una riflessione attenta deve essere fatta sulla scelta degli strumenti compensativi e delle misure dispensative. Lo strumento compensativo serve a compensare una difficoltà dell’allievo (uso della calcolatrice, tavola pitagorica), la misura dispensativa consistenze nel dispensare l’allievo da un compito per lui troppo difficile (prova scritta, dettatura). Per quanto riguarda la dimensione relazionale è necessario che gli insegnanti prestino molta attenzione al clima di classe, in modo da evitare che alunni con DSA vengano fatti sentire “diversi” e “ghettizzati”. È compito dell’insegnante creare un clima accogliente e gestire la classe in modo inclusivo.

### L'importanza di un ambiente consapevole ed inclusivo
Condizioni essenziali ad ogni apprendimento sono sia la rete di relazioni che si costruiscono sia l'organizzazione delle attività, degli spazi e dei materiali. In presenza di un alunno con DSA l'attenzione deve essere massima su entrambi gli aspetti per evitare di trasformare in sofferenza il percorso scolastico: dare fiducia, valorizzare le abilità proprie di ciascuno, predisporre al meglio spazi e strumenti sono azioni che dovrebbero comunemente far parte del ruolo dell'insegnante, in presenza di DSA esse rivestono un ruolo davvero fondamentale.
Il tragitto verso l'autonomia, nello svolgimento delle attività scolastiche, deve essere l'obiettivo primario di genitori ed insegnanti. Autonomia che per una alunno con DSA è spesso raggiungibile a costi elevati in termini di vissuto emotivo.
Consapevolezza e collaborazione tra famiglia, scuola e comunità sono i pilastri che consentono di sostenere emotivamente e praticamente il percorso scolastico, ma essenziale è anche il clima che si crea all'interno della classe, con i compagni di scuola.
È compito degli insegnanti favorire e promuovere una classe cooperativa ed inclusiva dedicando del tempo alla costruzione di relazioni significative e non giudicanti, alla valorizzazione dei diversi stili di apprendimento e della diversità in generale.
Vi sono alcuni utilissimi strumenti che possono facilitare la riflessione, la comprensione e l'accettazione consapevole delle diversità da parte del gruppo classe e dello stesso portatore di DSA. Uno di questi è il libro dal titolo "Il mago delle formiche giganti", fiaba illustrata per bambini che racconta le avventure di un gruppo classe assai variopinto e quindi assai "normale": c'è Tommaso il bello, Pietro che ha gli occhiali e che senza non ci vede un fico secco, Smilla che è magra e maldestra, Alessia che è già grassoccia e che ha sempre fame. Poi c'è Giovanni, che "non è né svogliato né pigro, è soltanto dislessico". Ogni alunno quindi si distingue dagli altri e nelle avventure che vivono ognuno di essi si presenterà nelle proprie debolezze e nei propri punti di forza.
In appendice al libro, nella nuova edizione c'è anche il cd, ci sono due capitoli: un test di autodiagnosi sulla lettura che permette di capire, con esempi intelligenti ed efficaci, cosa accade quando non si riesce a leggere e un dialogo tra una maestra e i suoi allievi dal titolo "Che cos'è la dislessia". Anche il libro "Storie di straordinaria dislessia. 15 dislessici famosi raccontati ai ragazzi" di R. Grenci e D. Zanoni può aiutare alla riflessione, in quanto, passando in rassegna la vita di persone dislessiche o ritenute tali, mette in evidenza la possibilità di riuscire nella vita nonostante le difficoltà.
Un altro utile strumento, utilizzabile anche con le famiglie, è il film Stelle sulla terra (Taare Zameen Par). Il protagonista, Ishaan, è un bambino di 8 anni affetto da dislessia.

### I libri di testo in formato digitale
La CM nº18 del 9 febbraio 2012 obbliga le scuole ad adottare libri di testo redatti in forma mista (parte cartacea e parte in formato digitale); il libro quindi deve essere interamente scaricabile da internet.
Tale normativa, volta soprattutto a contenere i costi per le famiglie, offre la possibilità di avere a disposizione un testo digitale che potrebbe essere utilizzato in modo proficuo dagli alunni con DSA. Il condizionale è d'obbligo però: infatti non tutti i libri di testo in formato digitale prodotti dalle case editrici si prestano ad essere utilizzati con quei software (sintesi vocale, programmi che permettono di modificare un file PDF ai fini di sottolineare, prendere appunti) che normalmente consentono alle persone con DSA un accesso facilitato al testo scritto e alcuni strumenti per lo studio.

### DSA - Apprendimento di una lingua straniera
Con l'introduzione di due lingue straniere, la prima a partire dalle prime classi della scuola primaria e la seconda dal primo anno di scuola secondaria, si è fatto ancora più vivo e pressante il problema di come insegnare la L2 a bambini affetti da DSA. Secondo il decreto attuativo legge 170/2010, art.6, comma 4:“Le Istituzioni scolastiche attuano ogni strategia didattica per consentire ad alunni e studenti con DSA l'apprendimento delle lingue straniere. A tal fine valorizzano le modalità attraverso cui il discente meglio può esprimere le sue competenze, privilegiando l'espressione orale, nonché ricorrendo agli strumenti compensativi e alle misure dispensative più opportune. Le prove scritte di lingua straniera sono progettate, presentate e valutate secondo modalità compatibili con le difficoltà connesse ai DSA”.
Alcuni alunni possono essere dispensati dall'effettuazione delle prove scritte, sia durante l'anno che in sede di esame, in particolare quando si presentino i seguenti casi:
- in presenza di un grave DSA con esplicita richiesta di esonero dalle prove scritte
- qualora sia la famiglia a richiedere la dispensa dalle prove scritte
- decisione del consiglio di classe sulla base della diagnosi e delle risultanze degli interventi di natura pedagogico-didattica

Per quanto riguarda gli esami di stato, saranno le commissioni che, in base alle indicazioni fornite dai consigli di classe, stabiliranno le modalità delle prove orali in sostituzione delle prove scritte.
Solamente in presenza di particolare gravità di DSA, l'alunno o lo studente possono essere esonerati dall'insegnamento delle lingue straniere e seguire un ‘percorso didattico differenziato’, sempre che la famiglia e il consiglio di classe siano d'accordo. In questo caso, in sede di esami di stato, i candidati possono sostenere prove differenziate, coerenti con il percorso svolto, finalizzate solo al rilascio dell'attestazione di cui all'art.13 del D.P.R. n.323/1998.
Per individuare quale lingua straniera privilegiare, bisognerà tener conto di quella con maggiore ‘trasparenza linguistica’, ovvero la corrispondenza fra come una lingua si scrive e come si legge. Chiaramente, in sede di programmazione, verrà privilegiato lo sviluppo delle abilità orali rispetto a quelle scritte. Dal momento che i tempi di lettura per un alunno con DSA sono maggiori, è possibile consegnare il testo scritto alcuni giorni prima della lezione per permettere all'allievo una lenta e graduale decodifica. Riguardo agli strumenti compensativi relativi alla lettura si possono usare audio-libri e sintesi vocale, quest'ultima anche in sede di esame di stato; mentre come strumenti compensativi per la scrittura si può ricorrere al computer con correttore automatico e dizionario digitale, anch'esso possibile in sede di esami di stato. Gli alunni e studenti affetti da DSA possono anche usufruire di misure dispensative, quali: tempi aggiuntivi, adeguata riduzione del carico di lavoro

### DSA - Norme vigenti per la valutazione degli alunni
Decreto del presidente della Repubblica 22 giugno 2009, n. 122 - Regolamento recante coordinamento delle norme vigenti per la valutazione degli alunni disabili e ulteriori modalità applicative in materia, ai sensi degli articoli 2 e 3 del decreto-legge 1º settembre 2008, n. 137, convertito, con modificazioni, dalla legge 30 ottobre 2008, n. 169 - art. 10. Valutazione degli alunni con difficoltà specifica di apprendimento (DSA)
```
1. Per gli alunni con difficoltà specifiche di apprendimento (DSA) adeguatamente certificate, la valutazione e la verifica degli apprendimenti, comprese quelle effettuate in sede di esame conclusivo dei cicli, devono tenere conto delle specifiche situazioni soggettive di tali alunni; a tali fini, nello svolgimento dell'attività didattica e delle prove di esame, sono adottati, nell'ambito delle risorse finanziarie disponibili a legislazione vigente, gli strumenti metodologico-didattici compensativi e dispensativi ritenuti più idonei.
2. Nel diploma finale rilasciato al termine degli esami non viene fatta menzione delle modalità di svolgimento e della differenziazione delle prove.
```

### DSA - Strategie metodologiche e didattiche
- Valorizzare nella didattica linguaggi comunicativi altri dal codice scritto (linguaggio iconografico, parlato), utilizzando mediatori didattici quali immagini, disegni e riepiloghi a voce
- Utilizzare schemi e mappe concettuali
- Insegnare l'uso di dispositivi extratestuali per lo studio (titolo, paragrafi, immagini)
- Promuovere inferenze, integrazioni e collegamenti tra le conoscenze e le discipline
- Dividere gli obiettivi di un compito in “sotto obiettivi”
- Offrire anticipatamente schemi grafici relativi all'argomento di studio, per orientare l'alunno nella discriminazione delle informazioni essenziali
- Privilegiare l'apprendimento dall'esperienza e la didattica laboratoriale
- Promuovere processi metacognitivi per sollecitare nell'alunno l'autocontrollo e l'autovalutazione dei propri processi di apprendimento
- Incentivare la didattica di piccolo gruppo e il tutoraggio tra pari
- Promuovere l'apprendimento collaborativo

### DSA - Misure dispensative
All'alunno con DSA è garantito l'essere dispensato da alcune prestazioni non essenziali ai fini dei concetti da apprendere. Esse possono essere, a seconda della disciplina e del caso:
- la lettura ad alta voce
- la scrittura sotto dettatura
- prendere appunti
- copiare dalla lavagna
- il rispetto della tempistica per la consegna dei compiti scritti
- la quantità eccessiva dei compiti a casa
- l'effettuazione di più prove valutative in tempi ravvicinati
- lo studio mnemonico di formule, tabelle, definizioni
- sostituzione della scrittura con linguaggio verbale e/o iconografico

### DSA - Strumenti compensativi
Altresì l'alunno con DSA può usufruire di strumenti compensativi che gli consentono di compensare le carenze funzionali determinate dal disturbo. Aiutandolo nella parte automatica della consegna, permettono all'alunno di concentrarsi sui compiti cognitivi oltre che avere importanti ripercussioni sulla velocità e sulla correttezza. A seconda della disciplina e del caso, possono essere: 
- formulari, sintesi, schemi, mappe concettuali delle unità di apprendimento
- tabella delle misure e delle formule geometriche
- computer con programma di videoscrittura, correttore ortografico; stampante e scanner
- calcolatrice o computer con foglio di calcolo e stampante
- registratore e risorse audio (sintesi vocale, audiolibri, libri digitali) software didattici specifici
- computer con sintesi vocale
- vocabolario multimediale
- applicazioni scaricabili dagli store di riferimento

Tra gli strumenti compensativi troviamo anche la musica, che grazie agli studi condotti dalle neuroscienze viene considerata come un facilitatore dell’apprendimento e come un potente mezzo di inclusione che permette di rendere meno invalidanti le difficoltà causate dai disturbi specifici dell’apprendimento. La musica consente lo sviluppo della persona a 360°, potenziando le abilità socio-emotive, cognitive, motorie, linguistiche e logiche; le attività possono essere costantemente adattate e modificate per favorire la partecipazione di tutti attraverso l’adattamento, la ricomposizione e l’improvvisazione; motiva la partecipazione degli allievi attraverso attività collaborative consentendo la costruzione del rispetto per le differenze altrui; ha una forte apertura interdisciplinare. La progettazione di un’attività musicale richiede che l’insegnante realizzi un ambiente di apprendimento caldo, accogliente e sfidante, che tenga conto di tutti gli allievi con le rispettive difficoltà e che imposti l’attività sotto forma di gioco.
Tra le abilità potenziate dall’attività musicale troviamo:
- Coordinazione-motoria (es. oculo-manuale)
- Memoria di lavoro
- Concentrazione
- Sviluppo dell’elaborazione temporale
- Segmentazione del flusso sonoro (es. riconoscere frasi, segmentare sillabe…)

Tutte abilità direttamente o indirettamente collegate alle facoltà di lettura, scrittura e calcolo. Oltre a ciò la musica permette di aumentare l’autostima negli allievi (particolarmente bassa nei Dsa), di accrescere la forza del gruppo e consente il decentramento percettivo (essere attenti a ciò che fanno gli altri).

### DSA - Strategie utilizzate dall'alunno nello studio
- strategie utilizzate (sottolinea, identifica parole–chiave, costruisce schemi, tabelle o diagrammi)
- modalità di affrontare il testo scritto (computer, schemi, correttore ortografico)
- modalità di svolgimento del compito assegnato (è autonomo, necessita di azioni di supporto)
- riscrittura di testi con modalità grafica diversa
- usa strategie per ricordare (uso immagini, colori, riquadrature)

### DSA - Strumenti utilizzati dall'alunno nello studio
- strumenti informatici (libro digitale, programmi per realizzare grafici)
- fotocopie adattate
- utilizzo del PC per scrivere
- registrazioni  testi con immagini
- software didattici
- altro

### DSA - Valutazione (anche per esami conclusivi dei cicli)
- Programmare e concordare con l'alunno le verifiche
- Prevedere verifiche orali a compensazione di quelle scritte (soprattutto per la lingua straniera)
- Valutazioni più attente alle conoscenze e alle competenze di analisi, sintesi e collegamento piuttosto che alla correttezza formale
- Far usare strumenti e mediatori didattici nelle prove sia scritte sia orali (mappe concettuali, mappe cognitive)
- Introdurre prove informatizzate
- Programmare tempi più lunghi per l'esecuzione delle prove
- Pianificare prove di valutazione formativa

## Riferimenti normativi
- Decreto del Presidente della Repubblica 8 marzo 1999, n. 275 - Regolamento recante norme in materia di autonomia delle istituzioni scolastiche, ai sensi dell'art. 21, della legge 15 marzo 1997, n. 59, su normattiva.it.
- Legge 28 marzo 2003, n. 53 - Delega al Governo per la definizione delle norme generali sull'istruzione e dei livelli essenziali delle prestazioni in materia di istruzione e formazione professionale, art. 2 lettera 1, su archivio.pubblica.istruzione.it.
- Nota ministeriale del 5 ottobre 2004 prot. 4099, su archivio.pubblica.istruzione.it (archiviato il 27 maggio 2020). Iniziative relative alla dislessia.
- Nota ministeriale del 1 marzo 2005, prot. 178 (archiviato il 13 giugno 2011).
- Nota ministeriale del 1 marzo 2005 prot. 1787, su archivio.pubblica.istruzione.it. URL consultato il 23 aprile 2020 (archiviato il 13 giugno 2011).: Esami di Stato 2004-2005 - Alunni affetti da dislessia.
- Nota ministeriale del 10 maggio 2007 prot. 467, su archivio.pubblica.istruzione.it. - Disturbi di apprendimento - Indicazioni operative.
- Legge 8 ottobre 2010, n. 170, su normattiva.it. - Nuove norme in materia di disturbi specifici di apprendimento in ambito scolastico.
- C.M.n. 101/2010, su m.flcgil.it.[7] - Iscrizioni alle scuole dell'infanzia e alle scuole di ogni ordine e grado per l'anno scolastico 2011/2012, art. 7 - Accoglienza e inclusione: alunni con disturbi specifici di apprendimento (DSA).
- Decreto ministeriale n. 5669 del 12 luglio 201, su dirittoscolastico.it. URL consultato il 23 aprile 2020 (archiviato il 17 novembre 2018). e allegate Linee Guida per il diritto allo studio degli alunni e degli studenti con DSA.
- Nota ministeriale del 26 maggio 2011 prot. 3573, su dirittoscolastico.it.[8]: Diagnosi alunni con DSA precedente all'entrata in vigore della legge 8 ottobre 2010 n. 170.
- Ordinanza ministeriale (O.M.) n. 41 dell'11/5/2012, su edscuola.eu. URL consultato il 23 aprile 2020 (archiviato il 26 febbraio 2021).: Istruzioni e modalità organizzative ed operative per lo svolgimento degli esami di Stato conclusivi dei corsi di studio di istruzione secondaria di secondo grado nelle scuole statali e non statali. Anno scolastico 2011/2012, art. 17 bis - Esame dei candidati in situazioni di DSA[8].
- Accordo tra Governo, Regioni e Province autonome di Trento e Bolzano del 24/7/2012, su edscuola.eu. URL consultato il 23 aprile 2020 (archiviato il 2 luglio 2015). su "Indicazioni per la diagnosi e la certificazione dei disturbi specifici di apprendimento (DSA)"[8].
- Direttiva MIUR 27 dicembre 2012 (PDF), su integrazionescolastica.it. - Strumenti d’intervento per alunni con bisogni educativi speciali e organizzazione territoriale per l’inclusione scolastica (BES)
- Decreto del Presidente della Repubblica 22 giugno 2009, n. 122, su normattiva.it. - Regolamento recante coordinamento delle norme vigenti per la valutazione degli alunni e ulteriori modalità applicative in materia, ai sensi degli articoli 2 e 3 del decreto-legge 1º settembre 2008, n. 137, convertito, con modificazioni, dalla legge 30 ottobre 2008, n. 169.
- Circolare ministeriale n.8, prot. 561 del 6 marzo 2013, su edscuola.eu. URL consultato il 23 aprile 2020 (archiviato il 25 dicembre 2019). - Strumenti d'intervento per alunni con bisogni educativi speciali e organizzazione territoriale per l'inclusione scolastica. Indicazioni operative.
- Decreto interministeriale del 17 aprile 2013 tra il Ministro dell'Istruzione, dell'Università e della Ricerca e il Ministro della salute avente per oggetto l'approvazione delle "Linee guida per la predisposizione dei protocolli regionali per le attività di individuazione precoce dei casi sospetti di DSA, su notiziedellascuola.it. URL consultato il 23 aprile 2020 (archiviato il 16 gennaio 2021)..[8]
- Nota ministeriale del 22 novembre 2013, prot. 2563, su edscuola.eu. URL consultato il 23 aprile 2020 (archiviato il 14 febbraio 2021)., "Strumenti di intervento per alunni con Bisogni Educazione Speciali. Anno scolastico 2013/2014. Chiarimenti.